# Ivan Reja
Ivan Reja, slovenski gostilničar in rodoljub, * 27. marec 1852, Vipolže, † 24. februar 1903, Gorica.  
Rodil se je v kmečki družini. Kasneje je postal Gostilničar v Gorici. Bil je vnet rodoljub, podpornik slovenskih narodnih društev, udeleženec narodnih shodov in prireditev ter član nadzornega odbora Trgovsko obrtne zbornice v Gorici.
Časnik Soča z dne 10. januarja 1896 poroča o "drugem zaupnem shodu slovenskih roditeljev, ki pošiljajo svoje otroke v zasebno šolo društva Sloga", ki se je vršil v prostorih Goriškega 
Sokola. Sklicali so ga Ivan Reja, Franc Mozetič in Vincencij Bielecki, da bi zahtevali ustanovitev slovenske "javne ljudske šole", ki so ji italijansko govoreči someščani ostro 
nasprotovali. Tudi grof Alfred Coronini, tedaj med vodilnimi slovenskimi
politiki v mestu, je bil član t. i. "slovenskega šolskega odbora".